# Maroons de Montréal
Vous lisez un « article de qualité » labellisé en 2009.
Les Maroons de Montréal est le surnom d'une franchise de hockey sur glace de la Ligue nationale de hockey qui était située à Montréal, dans la province de  Québec, au Canada. Officiellement, le nom de l'équipe était Montreal Hockey Club. L'équipe est créée en 1924 pour représenter la communauté anglophone de la ville alors que les Canadiens de Montréal sont l'équipe des francophones.
Au total, 88 joueurs différents ont joué pour les Maroons, Nels Stewart et Reginald « Hooley » Smith étant les deux joueurs les plus prolifiques de l'équipe avec 185 buts et 647 minutes de pénalités pour l'un et 151 passes décisives et 281 points pour le second. Jimmy Ward quant à lui a été le joueur qui a le plus porté le maillot de l'équipe : il joue onze saisons pour l'équipe pour un total de 496 matchs. Clint Benedict est le gardien de but le plus utilisé par l'équipe parmi les huit s'étant partagé le rôle.
L'équipe remporte deux titres de champions de la Coupe Stanley, le plus convoité des trophées de la LNH, en 1926 et en 1935. Mais elle est obligée de déposer le bilan à l'issue de la saison 1937-1938 de la LNH, la Grande Dépression faisant tomber petit à petit les franchises de la LNH les plus fragiles. La ville de Montréal qui accueille également les Canadiens de Montréal, n'échappant pas à cette déroute financière, les investisseurs locaux ne parviennent plus à soutenir deux équipes professionnelles et les Maroons arrêtent alors leurs activités.

## Historique

### Les débuts des Maroons

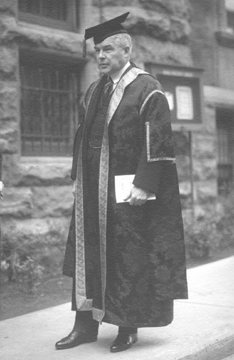
Edward W. Beatty en 1942.

Lors de la septième saison de la Ligue nationale de hockey en 1923-1924, seulement six franchises sont opposées au cours de la saison régulière. La ville de Montréal, quant à elle, est en manque d'un deuxième club de hockey professionnel de haut niveau: les Canadiens sont les seuls de la ville et ils représentent la partie francophone de la population depuis 1909. Depuis janvier 1918, il n'y a plus d'équipe représentant les anglophones en raison de l'arrêt des Wanderers à la suite de l'incendie de leur patinoire, l'Aréna de Westmount, le 2 janvier 1918, après seulement quatre matchs joués lors de la saison inaugurale de la LNH,.
En mars 1922, le Montréal anglais se mobilise pour acquérir une équipe et construire un nouvel aréna. Le groupe, aidé du francophone Donat Raymond et de William Northey, convainc Edward W. Beatty, alors président du Canadien Pacifique, de les aider. En janvier 1924, la Canadian Arena Company Limited est fondée. Ils réussissent à amasser les fonds nécessaires pour construire une nouvelle patinoire et pour acheter le droit de jouer dans la LNH. En effet, les équipes de la LNH possèdent à cette époque des droits territoriaux qu'ils peuvent céder contre compensation et Léo Dandurand, propriétaire des Canadiens, accepte de vendre la moitié de ses droits et de perdre l'exclusivité du hockey de haut niveau de la ville. Dandurand voit également son intérêt à cette nouvelle équipe pour deux raisons : la construction d'une nouvelle patinoire dans laquelle il pourra faire évoluer son équipe en 1926 et, de son propre aveu, dans l'espoir d'une rivalité importante et lucrative.

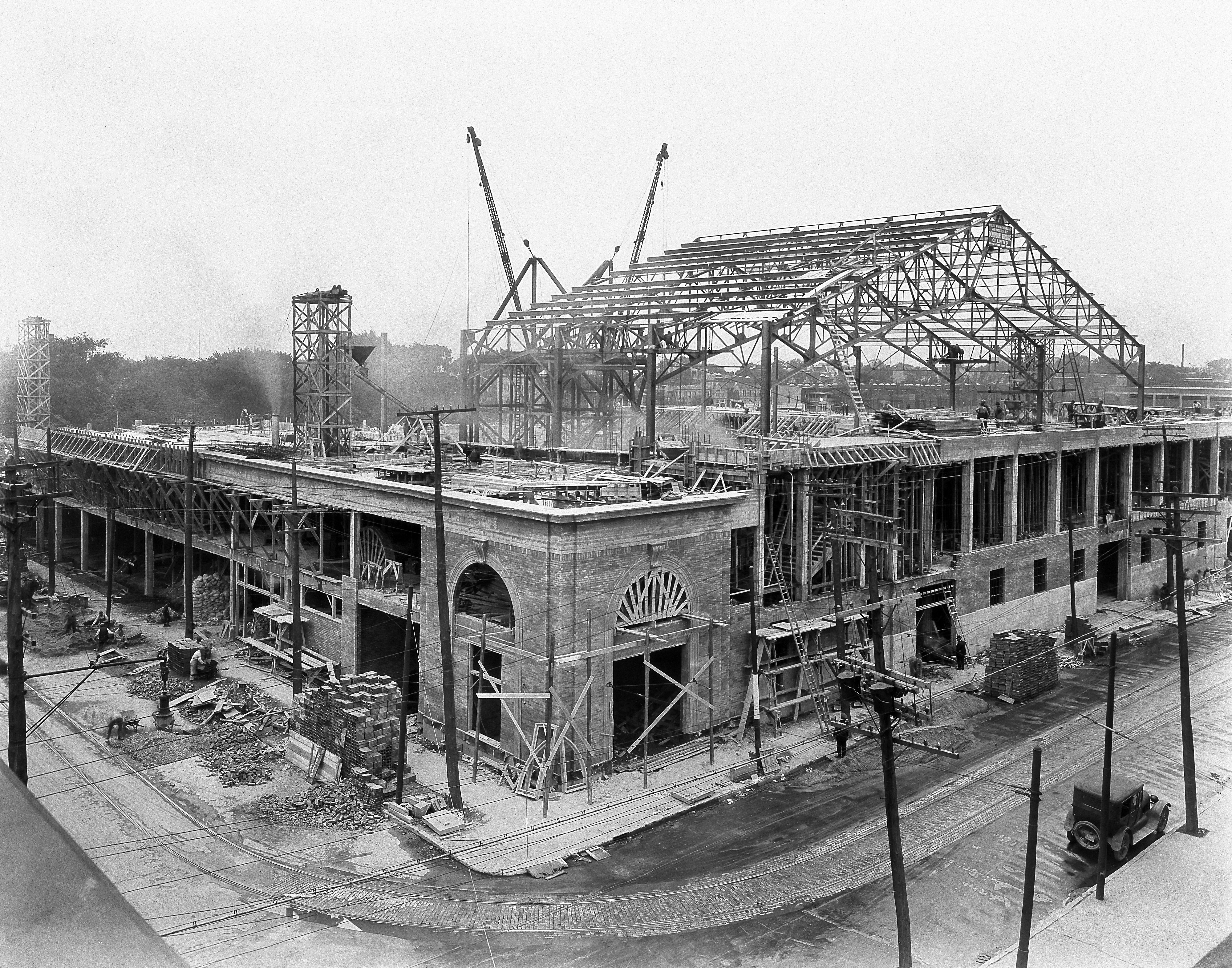
Le Forum de Montréal lors de sa construction en 1924.

Ainsi, 15 000 dollars sont récoltés dont 10 000 pour les Canadiens et un nouvel amphithéâtre est construit en 159 jours : le Forum de Montréal. Fait inhabituel, ce sont les Canadiens qui inaugurent le Forum le 29 novembre 1924 face aux St. Patrick's de Toronto. Leur domicile, l'aréna Mont-Royal, n'est pas prêt pour la nouvelle saison en raison de problèmes électriques ce qui oblige la ligue à délocaliser la partie.
La nouvelle équipe dirigeante de l'équipe anglophone de Montréal est présidée par James Strachan, fondateur des Wanderers, assisté de Gordon Cushing au poste de vice-président et également un ancien dirigeant des Canadiens : Cecil Hart. Ce dernier devient manager de l'équipe. Pour préparer cette première saison, la direction de l'équipe achète deux joueurs trois fois champions de la Coupe Stanley avec les Sénateurs d'Ottawa : le gardien de but Clint Benedict ainsi que l'attaquant Harry « Punch » Broadbent. Les dirigeants de l'équipe souhaitent la nommer Wanderers mais les droits du nom appartiennent à l'ancien joueur et dirigeant des Wanderers originaux, Dickie Boon. Faute d'entente avec Boon, le nouveau club ne porte pas ce nom et est nommé officiellement le Montreal Professionnal Hockey Club.

### 1924-1925, les premiers pas dans la LNH
Deux nouvelles équipes sont ainsi ajoutées à l'aube de la nouvelle saison : les Bruins de Boston, première franchise de l'histoire de la ligue située aux États-Unis, et donc un second club de hockey à Montréal. Le club ne porte pas le nom de Maroons mais ce surnom est donné par les médias de Montréal à la suite du premier match de leur histoire. En effet, le soir du 1er décembre 1924, les joueurs de Montréal, vêtus de grenat, sont opposés aux Bruins pour le tout premier match de l'histoire de la LNH sur le sol des États-Unis qu'ils perdent 2 buts à 1. Le premier but de l'histoire de la franchise est inscrit par Chuck Dinsmore, un jeune joueur de 21 ans. Deux jours plus tard, les joueurs des Maroons font leurs débuts à domicile devant 8 000 personnes mais ils sont défaits 2-0 par les Tigers de Hamilton.
Il faut attendre la troisième date de la saison pour voir la première victoire de la nouvelle formation. Ce match est joué contre l'ancienne équipe de Benedict et Broadbent, les Sénateurs d'Ottawa. Ce dernier inscrit 2 buts alors que son équipe s'impose 3-1. Le 7 janvier 1925, Broadbent inscrit cinq buts au cours du même match pour une victoire 6-2 de son équipe contre les Tigers de Hamilton et le 20 janvier 1925, l'équipe réalise le premier blanchissage de son histoire sur la glace des Bruins, Benedict arrêtant tous les tirs adverses ce soir-là. Il réussit plus tard dans la saison un second blanchissage contre les Tigers, futurs champions de la saison régulière, le premier blanchissage de l'équipe dans le Forum de Montréal. Finalement à l'issue des trente matchs de la saison régulière, l'équipe n'affiche que 9 victoires, 2 matchs nuls et 19 défaites. Elle se classe ainsi cinquième de la saison régulière 8 points devant les Bruins mais 15 derrière les quatrièmes, les Sénateurs, et avec près de la moitié des points des Tigers, ceux-ci terminant la saison avec 39 points.

### 1925-1926, la première Coupe Stanley

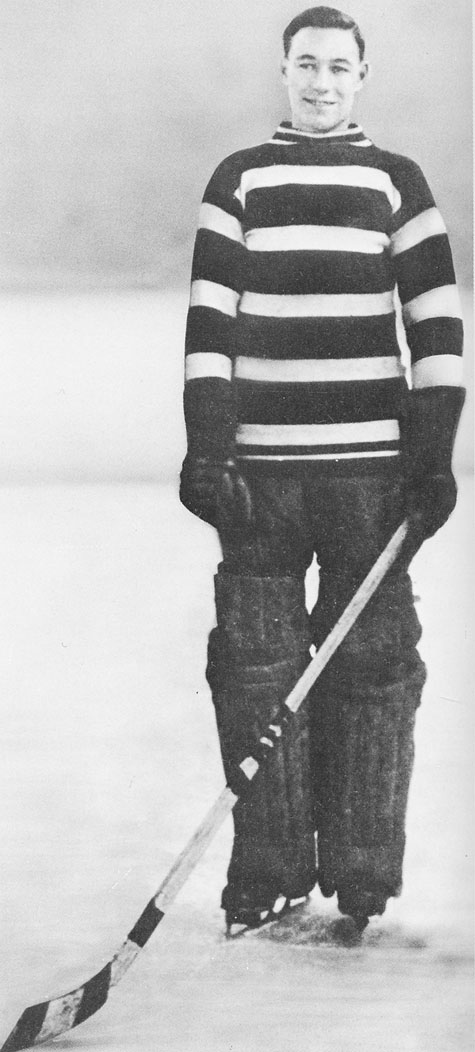
Clint Benedict a joué plus de 200 matchs dans les buts des Maroons.

Pour la deuxième saison, l'entraîneur de l'équipe et ancien joueur professionnel Eddie Gerard augmente la puissance du jeu en faisant signer les premiers contrats professionnels à de jeunes joueurs. Ainsi, avec son président, il assiste en mars à la finale de la Coupe Allan joué dans le Forum de Montréal et au cours de la rencontre, ils repèrent un joueur âgé de 21 ans, Albert Siebert à qui ils font signer un contrat professionnel dès la fin de la rencontre. Quelques mois plus tard, c'est au tour de Nels Stewart de signer un contrat avec l'équipe ; les Maroons parviennent à s'entendre avec Stewart alors que l'équipe de Toronto avait fait une offre d'un montant de 15 000 dollars pour 3 ans. Les deux joueurs sont alors placés sur la première ligne de l'équipe et constituent le point d'attention de tous lors du camp d'entraînement.
Les Tigers de Hamilton sont forcés d'arrêter leurs opérations après avoir été suspendus lors des séries 1925 et à la place de l'équipe de l'Ontario, les Americans de New York font leur début dans la LNH en même temps que les Pirates de Pittsburgh, équipe homonyme de l'équipe de baseball de la ville.
Le premier essai de la nouvelle équipe a lieu au cours de la préparation de la saison avec un match amical contre les Cougars de Victoria, équipe de la Western Hockey League mais également équipe championne en titre de la Coupe Stanley. Les Cougars jouent ainsi une rencontre contre les Canadiens, une victoire 5-3 pour les joueurs de la LNH, et également une rencontre contre les Maroons. Cette dernière tourne à l'avantage des joueurs de Victoria avec une victoire 3-1. Après une défaite et une victoire, le troisième match de la saison des Maroons a lieu contre les Canadiens, équipe qu'ils n'ont jamais réussi à battre. Malgré une ouverture du score par Howie Morenz pour les Canadiens, ce sont les Maroons qui s'imposent à la fin du match sur le score de 3-2.
À la fin de la saison, les Maroons comptabilisent 20 victoires contre 11 défaites et 5 matchs nuls. Sur les 20 victoires de l'équipe, 4 se terminent sans que Benedict ne laisse passer un seul but. Les Maroons terminent à la deuxième place du classement avec 7 points de retard sur les Sénateurs. Le jeune Stewart fait parler de lui tout au long de la saison régulière en inscrivant le plus haut total de buts de la saison avec 34 réalisations mais également le plus haut total de points avec 42 points récoltés. Il reçoit alors le trophée Hart en tant que Most Valuable Player de la LNH.
Les trois premières équipes du classement sont qualifiées pour les séries de la LNH : les Sénateurs, les Maroons et les Pirates. Ces deux dernières équipes sont opposées lors du premier tour des séries, les matchs se jouant dans la Duquesne Gardens, patinoire de Pittsburgh, alors que dans le même temps, une foule de partisans s'entasse devant le Montréal Daily Star's pour entendre les nouvelles annoncées au fur et à mesure par un employé du journal. Lors du premier match, les Maroons remportent la partie 3-1 alors que le second match laisse les deux équipes à égalité 3 buts partout, les Maroons gagnant ainsi la série 6-4 au nombre de buts.
Benedict et Broadbent retrouvent donc leur ancienne équipe en finale de la LNH alors que la série est très serrée. Les deux équipes inscrivent chacune un seul but lors du premier match, le but de Montréal étant inscrit par Broadbent, alors que Benedict réalise un blanchissage pour le second match tandis que Siebert inscrit le seul but de la partie. Les Maroons remportent leur premier trophée collectif, le trophée Prince de Galles en tant que meilleure équipe de la LNH.
La finale de la Coupe Stanley de 1926 est la dernière finale de l'histoire ouverte aux équipes ne faisant pas partie de la LNH. Ainsi, à l'issue de la saison 1925-1926 de la Western Hockey League, les Cougars de Victoria finissent troisièmes au classement mais remportent les séries de la WHL et le droit de jouer contre les Maroons.
Il s'agit de la première édition de la finale de la Coupe Stanley dans la future célèbre patinoire du Forum de Montréal et la série tourne à l'avantage des joueurs locaux puisqu'ils remportent le premier, le second et le quatrième match ne concédant qu'une défaite lors du troisième match sur la marque de 3 buts à 2. Les trois victoires des Maroons sont trois blanchissages — 3-0, 3-0 et 2-0 — et Stewart déjà meilleur joueur de la saison continue sur sa lancée en marquant six des dix buts inscrits par les siens. Avec cette victoire des Maroons, la LNH prend définitivement possession de la Coupe Stanley qui ne pourra plus jamais être remportée par une équipe d'une autre ligue.
L'effectif sacré champion cette saison est le suivant :
- Gardien de but : Clint Benedict
- Défenseurs : Dunc Munro, Toots Holway, Reg Noble et Babe Siebert
- Ailiers : Punch Broadbent, Frank Carson, et Sammy Rothschild
- Centres : Dinny Dinsmore, Merlyn Phillips et Nels Stewart

### 1926-1927, l'élimination par les Canadiens
La saison 1926-1927 voit l'entrée de trois nouvelles équipes américaines dans la LNH : les Black Hawks de Chicago, les Cougars de Détroit et les Rangers de New York. Les deux premières équipes sont en réalité deux anciennes équipes de la WHL qui a fermé ses portes à l'intersaison : les Rosebuds de Portland et les Cougars de Victoria, finalistes défaits par les Maroons quelques mois plus tôt.
À la suite de l'arrivée de ces trois nouvelles franchises, la LNH décide de scinder les équipes en deux divisions de cinq équipes : la division américaine et la division canadienne, à laquelle se joignent logiquement les Maroons. Paradoxalement, les Americans de New York évoluent dans la division canadienne, le nombre des équipes américaines étant supérieur à celui des équipes canadiennes. La formule des séries éliminatoires est également repensée : le second et le troisième de chaque division se rencontrent lors d'une ronde préliminaire et le vainqueur de la série au nombre de buts affronte en finale de division le premier de cette même division.
Encore une fois, à l'issue de la saison régulière, les Sénateurs finissent devant les Maroons mais c'est également le cas de l'autre équipe de la ville, les Canadiens. Stewart termine meilleur pointeur de l'équipe mais avec seulement 21 points, il n'est pas classé parmi les dix meilleurs pointeurs de la saison, classement dominé par Bill Cook joueur des Rangers avec un total de 37 points en 44 matchs. Avec treize blanchissages et une moyenne de 1,42 but par match, Benedict est tout de même un des meilleurs gardiens de la saison.
Les deux équipes du Forum de Montréal se rencontrent donc en quarts de finale de la Coupe Stanley, l'équipe des Canadiens jouant depuis le milieu de la saison précédente dans l'enceinte des Maroons. L'équipe des Canadiens est favorite pour la victoire, les buteurs de l'équipe ayant inscrits 28 buts de plus que ceux des Maroons lors de la saison régulière. La série en deux matchs tourne effectivement en faveur de l'équipe francophone malgré la résistance des Maroons : lors du premier match, les deux équipes se séparent sur le score d'un but partout, le but des Maroons étant inscrit par Babe Siebert, et après 60 minutes de jeu lors du second match, les deux équipes sont également à égalité mais sans but concédé par Benedict et par George Hainsworth, gardien des Canadiens. C'est finalement Howie Morenz qui libère les deux équipes en inscrivant le but des Canadiens pour la victoire après douze minutes de prolongation. Plus de 11 000 personnes s'étaient déplacées au Forum pour assister à cette première confrontation entre les deux équipes lors de séries éliminatoires. Les Canadiens perdent au tour suivant contre les Sénateurs, futurs champions de la Coupe Stanley.

### 1927-1928, défaits en finale

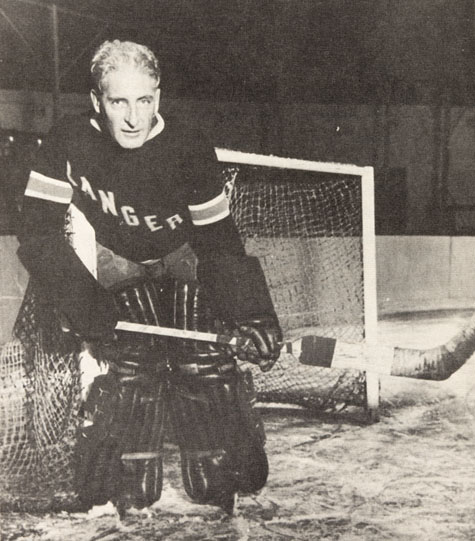
Lester Patrick, entraîneur des Rangers de New York — et gardien d'un soir lors du second match de la finale de la Coupe Stanley 1928.

La saison 1927-1928 voit l'arrivée d'une nouvelle vedette pour les Maroons : Reginald « Hooley » Smith est échangé par les Sénateurs d'Ottawa le 7 octobre 1927 en retour de Harry Broadbent, alors âgé de 35 ans, et de 22 500 dollars, le club des Sénateurs étant alors en difficultés financières. Smith est un ancien médaillé d'or avec les Granites de Toronto, représentant de l'équipe du Canada aux Jeux olympiques de 1924 et champion 1927 de la Coupe Stanley. Smith, Siebert et Stewart débutent sur la même ligne mais quelque temps après le début de la saison, Siebert vient renforcer la défense de l'équipe et Smith et Stewart jouent alors avec Jimmy Ward. Le fameux trio des « S », la S Line n'est formé que plus tard.
La saison régulière tourne à l'avantage des Canadiens qui inscrivent 116 buts en raison d'une nouvelle règle permettant les passes vers l'avant dans les zones défensive et neutre. Malgré cette très bonne performance des Canadiens, les Maroons ne sont pas loin au classement et terminent la saison seulement cinq points derrière leurs cousins. Sur le plan individuel, les deux premières places des meilleurs pointeurs de la ligue sont dominées par Morenz et Aurèle Joliat, alors que Stewart finit cinquième pointeur de la saison et troisième buteur avec respectivement 34 et 27 réalisations.
Seconds de la saison régulière, les Maroons jouent leur quart de finale contre les inévitables Sénateurs. Le premier match est disputé sur la glace d'Ottawa et Benedict, ancien joueur des Sénateurs, joue une nouvelle fois un mauvais tour à son ancienne équipe en arrêtant l'intégralité des lancers effectués par Ottawa pour une victoire 1-0 des siens. Les Sénateurs trouvent le fond du filet de Benedict une seule fois lors du second match de la manche le soir du 29 mars mais encore une fois cela n'est pas suffisant, les Maroons inscrivant deux buts. Les deux équipes de Montréal sont donc une nouvelle fois opposées, les Canadiens partant encore favoris de la série. Comme lors de l'année précédente, ce sont les gardiens des deux équipes qui font parler d'eux avec un premier match nul deux buts partout et ensuite une victoire des Maroons 1-0 au bout de huit minutes de prolongation. La délivrance des Maroons vient par l'intermédiaire de Russell Oatman, ailier gauche de l'équipe.
Les Maroons accèdent donc une seconde fois à la finale de la Coupe Stanley où ils retrouvent les Rangers, seconds de la division américaine lors de la saison régulière et tombeurs de Pittsburgh puis des Bruins lors des deux rondes de qualifications. En raison de la présence d'un cirque au Madison Square Garden, patinoire habituelle des Rangers, tous les matchs de la série se jouent dans le Forum de Montréal. Le premier match est remporté par les Maroons sur le score de 2 à 0 avec Mervyn « Red » Dutton et Merlyn « Bill » Phillips auteurs des deux buts de leur équipe et encore une fois Clint Benedict qui effectue un blanchissage,.
Au cours du second match, alors que le score est encore vierge de buts, Stewart effectue un tir et le palet frappe directement l'œil du gardien des Rangers Lorne Chabot. Il est immédiatement conduit à l'hôpital et les Rangers se retrouvent alors sans gardien, les équipes de la LNH ne disposant pas systématiquement de gardien remplaçant lors des matchs. À l'époque, les règles de la LNH accordent dix minutes aux équipes dont un gardien est blessé soit pour le soigner soit pour trouver une solution de remplacement. Alex Connell, gardien d'Ottawa, et Hugh McCormick des Panthers de London présents dans les tribunes se proposent tous les deux pour remplacer Chabot au pied levé. Frank Calder demande aux dirigeants des deux équipes de se réunir avec lui dans un bureau du Forum pour trouver une solution. James Strachan refuse les différentes solutions proposées par les Rangers n'acceptant pas de joueur étranger à l'équipe des Rangers. Strachan argue que les blessures de gardien deviennent de plus en plus courantes et que son équipe emploie James « Flat » Walsh depuis deux saisons en tant que gardien remplaçant et qu'il lui coûte 9 000 dollars depuis deux ans pour un match par saison. Il ajoute également que ses joueurs sont là pour gagner la Coupe Stanley et que faire jouer le meilleur gardien de la saison régulière n'est sûrement pas la meilleure des solutions.
La décision des Maroons est entérinée par Calder et les Rangers ont dix minutes pour trouver un gardien sous peine de perdre le match par forfait. C'est finalement, Lester Patrick entraîneur des Rangers qui décide d'assurer lui-même le rôle de gardien de but de son équipe. L'ancien défenseur, âgé de 44 ans, est aidé dans sa tâche par les défenseurs de l'équipe qui installent une zone de sécurité autour de leur entraîneur. Les Rangers réussissent même à prendre l'avantage par Bill Cook mais Stewart permet à son équipe de revenir dans le match et provoque la prolongation. Frank Boucher des Rangers inscrit le but de la victoire au bout de sept minutes et Patrick qui a arrêté 17 des 18 lancers est alors porté en triomphe par ses équipiers du soir,. Dès le lendemain, l'équipe des Rangers signe un contrat avec Joe Miller, gardien des Americans de New York, qui est autorisé à prendre la place de Chabot dans les buts,.
Les Maroons remportent un second match lors de la troisième rencontre en réalisant encore une fois un blanchissage et en marquant deux buts à Miller. Les deux derniers matchs de la finale sont remportés par les Rangers sur la marque de 1-0 puis de 2-1, Boucher inscrivant les trois buts de son équipe. Cette finale 1928 est la dernière finale de la Coupe Stanley à laquelle participe Clint Benedict.

### 1928-1929, saison sans les séries
La saison suivante est une saison catastrophique pour les Maroons : ils passent du statut de finalistes de la Coupe à celle de derniers de la division canadienne. Ils perdent dès la fin du premier match de la saison leur capitaine et meneur de l'équipe, Dunc Munro. Victime d'une légère attaque cardiaque le 15 novembre 1928, il est obligé de mettre sa carrière entre parenthèses. L'équipe se retrouve encore une fois sans défenseur de métier et Gerard, obligé de conjuguer avec les joueurs disponibles, aligne Siebert en défense. Au cours du mois de février, Benedict, dernier rescapé de l'épopée de la coupe de 1926, réalise le 55e blanchissage de sa carrière, le plus haut total jamais atteint par un gardien de la LNH ; cependant, les résultats ne suivent pas.
Avec seulement quinze victoires contre vingt défaites et neuf matchs nuls, les Maroons ne totalisent à l'issue des 44 matchs que 39 points. Ils pointent alors à la huitième place du classement général de la LNH et ils manquent les séries pour la deuxième fois de leur histoire. Malgré cette déroute collective, Stewart fait toujours autant parler de lui avec 21 buts et 29 points ce qui le place en deuxième position des meneurs de la LNH, un but et trois points derrière Ace Bailey, joueur des Maple Leafs de Toronto. Jimmy Ward est quant à lui second pointeur de l'équipe avec un total de 22 réalisations et neuvième de la LNH.

### 1929-1930, premiers de la division
Pour la saison 1929-1930, la LNH décide d'autoriser les passes en avant dans la zone offensive et James Strachan décide alors d'adapter son équipe aux nouvelles règles de la LNH. Il recrute alors Dave Trottier, champion de la Coupe Allan en 1927 et autre médaillé olympique avec le Canada en 1928. Il décide également de se séparer de son entraîneur historique, Eddie Gerard, et de confier le poste à Munro. Ce dernier est nommé le 23 septembre 1929 directeur général et entraîneur en plus de sa fonction de joueur. Munro évolue au sein de l'équipe depuis la première saison des Maroons et a joué en 1924 avec Smith pour la médaille d'or des Jeux olympiques.
L'équipe compte également des renforts notables tels les défenseurs Georges « Buck » Boucher d'Ottawa et d'Archie Wilcox, natif de Montréal. Par conséquent, Munro n'est plus obligé de compter sur Siebert en défense et il peut enfin mettre sur la même ligne Stewart, Smith et Siebert. Ce sont alors les débuts de la bientôt fameuse S Line,. Auteurs de 141 buts, les joueurs de Munro inscrivent le troisième plus haut total de buts de la saison derrière les 142 points des Canadiens et les Bruins et leurs 179 marques. Stewart n'est que le quatrième buteur de la saison et le sixième pointeur mais il remporte tout de même le second trophée Hart de sa carrière, en tant que MVP de la saison régulière.
La division canadienne est cette saison très serrée puisque Maroons et Canadiens sont à égalité de points et les Sénateurs seulement une unité derrière. Finalement, ce sont les Maroons qui sont sacrés champions à la faveur de deux victoires de plus que les Canadiens. Les Maroons remportent par la même occasion leur premier trophée O'Brien en tant que champions de la division canadienne.
La saison marque tout de même un tournant dans l'histoire de la franchise : lors d'un match entre les deux équipes de Montréal, Morenz casse le nez de Benedict sur un lancer puissant et le gardien est obligé de quitter la glace. Les Maroons possèdent depuis quelques saisons déjà un gardien remplaçant mais malheureusement pour eux ce soir-là, James « Flat » Walsh est cloué au lit pour cause de rhume. Sportivement, les Canadiens acceptent de suspendre le match pour permettre à un taxi d'aller chercher et de ramener le gardien remplaçant. Malgré sa maladie, Walsh arrête tous les tirs des Canadiens pour la victoire 2-1 de son équipe. Benedict est écarté du jeu pour les sept semaines à venir et tente un retour au jeu avant d'être totalement guéri avec un masque sur le visage, près de 30 ans avant le masque de Jacques Plante. Ce masque gêne considérablement sa vision du jeu sans réellement le protéger puisqu'au bout de six matchs, il quitte une nouvelle fois le jeu après avoir pris un coup de coude ne jouant ainsi finalement que quinze rencontres contre le double pour Walsh.
Les Maroons sont exemptés du premier tour des séries mais sont opposés en demi-finale aux champions en titre, premiers de la division américaine : les Bruins de Boston. Ces derniers battent les Maroons lors des deux premiers matchs de la série, matchs joués au Forum : le premier match se solde par une victoire des Bruins 2-1 en prolongation, au bout de 45 minutes supplémentaires, l'entraîneur de Boston, Art Ross, se faisant remarquer par ses contestations incessantes des décisions du corps arbitral ; le second match se solde par une victoire 4-2 de Boston avec deux buts de Dit Clapper alors que les Maroons sont privés de Siebert qui se blesse dès le début de la rencontre et manque la fin de la partie.
Malgré l'absence de Siebert, les joueurs de Montréal se réveillent et remportent le troisième match avec une victoire 1 but à 0 alors qu'encore une fois l'équipe est diminuée par une blessure, celle de George « Buck » Boucher à la 24e minute de la prolongation. La délivrance et l'espoir pour les Maroons viennent deux minutes plus tard par un but de Archie Wilcox, remplaçant au pied lever de Boucher. Malheureusement pour l'équipe, le match suivant est le dernier joué cette année, Siebert encore diminué de sa blessure ne pouvant pas être aligné, et les Maroons perdent une nouvelle fois 5 buts à 1,. Les Bruins accèdent donc à la finale de la Coupe Stanley mais ils perdent le titre contre l'autre équipe de Montréal en deux matchs secs.

### 1930-1931, saison de transition

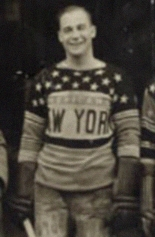
Lionel Conacher, ici sous le maillot des Americans de New York, rejoint les Maroons pour la saison 1930-1931.

À l'aube de la saison 1930-1931, l'équipe est sévèrement remaniée. Gerard, ancien entraîneur des Maroons en 1928- 1929, prend le poste d'entraîneur des Americans de New York pour la saison 1930-1931 et remplace dans ses fonctions Lionel Conacher, athlète complet et entraîneur joueur. Gerard recrute Red Dutton pour son équipe de New York et dans le même temps, afin de ne pas être sans cesse critiqué, cède Conacher à son ancienne équipe,.
L'équipe compte également alors suffisamment de défenseurs pour permettre à Munro d'assumer pleinement son poste d'entraîneur sans prendre beaucoup de temps de jeu. De plus, l'équipe étant désormais affiliée aux Bulldogs de Windsor de la Ligue internationale de hockey, plusieurs joueurs de l'équipe de ligue mineure sont appelés au cours de la saison pour grossir les rangs de l'équipe. L'équipe fait également signer des contrats à de jeunes joueurs champions 1930 de la Coupe Allan avec l'Association athlétique amateur de Montréal, dont le gardien de but Dave Kerr. Il partage alors le temps de jeu dans les buts avec Walsh, Benedict étant écarté du groupe par Strachan et envoyé jouer dans la LIH.
Avec seulement 46 points à l'issue des 44 matchs de l'année, les Maroons sont la dernière équipe qualifiée pour les séries alors que dans les buts Kerr concède 106 buts, le second plus haut total de buts encaissés par son équipe en une saison. Stewart, encore et toujours meilleur pointeur de l'équipe, n'est que le septième du classement final de la saison avec 39 points contre 51 pour Morenz mais il fait tout de même parler de lui. Le 3 janvier 1931, il réalise un doublé contre les Bruins en seulement quatre secondes. Cet exploit n'est égalé qu'en 1995-1996 par Deron Quint avec les Jets de Winnipeg.
Kerr ne réussit pas de meilleure performance en séries que pendant la saison régulière et les Maroons sont éliminés dès le premier tour en deux matchs par les Rangers, l'équipe subissant un humiliant 8-1 au total sur les deux rencontres, l'unique but de l'équipe étant marqué par Stewart.

### 1931-1932, une autre saison décevante
Après sa saison médiocre dans les buts de l'équipe, Kerr est envoyé jouer dans la LIH pour les Bulldogs et la tâche de garder les buts de l'équipe est confiée à Walsh mais également à Normie Smith qui fait ses débuts dans la LNH. Munro fait également les frais de cette mauvaise saison et est renvoyé de son poste au profit de Sprague Cleghorn. Avec ce départ, l'équipe perd non seulement son entraîneur mais surtout son dernier joueur de 1924 ainsi que son capitaine historique. Au sein de la ligue, la crise financière de 1929 commence à avoir de plus en plus de répercussion sur les franchises. Déjà à l'occasion de la saison passée les Pirates de Pittsburgh sont forcés de déménager à Philadelphie pour prendre le nom de Quakers mais ce déménagement ne sauve pas l'équipe qui arrête ses activités avant le début de la saison 1931-1932. Le problème est similaire du côté d'une des équipes historiques de la ligue : les Sénateurs qui mettent également la clé sous la porte après avoir bradé leurs meilleurs éléments la saison précédente.
Du côté des Maroons, le bilan n'est pas meilleur puisqu'avant le début de la saison, Stewart, Siebert, Trottier, Conacher et Wilcox refusent de signer leur prolongation de contrat, Conacher annonçant même qu'il compte mettre fin à sa carrière. Boucher a quant à lui quitté le club pour signer avec les Black Hawks de Chicago et les deux gardiens de l'équipe manquent tous les deux d'expérience. Les cadres de l'équipe signent finalement une prolongation de contrat avec tout d'abord Siebert et Trottier alors que Stewart et Wilcox attendent le jour du premier match de la saison pour signer leur contrat. Stewart signe pour un an avec un bonus en cas de qualification de l'équipe pour les séries. Conacher quant à lui ne signe que quelques jours après le début de la saison.
Les Maroons obtiennent cette saison 45 points, un de moins que la saison 1930-1931, et sont encore une fois qualifiés de justesse pour les séries de la Coupe Stanley. Pour la première fois depuis son arrivée au club, Stewart n'est plus le meilleur pointeur de l'équipe, il manque une partie de la saison après s'être cassé le pouce lors d'un match contre Toronto et il glisse même à la cinquième place des pointeurs de l'équipe, Dave Trottier et Smith terminant tous deux avec 44 points soit onze de plus que Stewart. Il est également devancé par Siebert et Ward, les quatre joueurs atteignant cette saison leur plus haut total de points de leur carrière. Dans le même temps, les Canadiens finissent encore une fois à la première place de la saison régulière, sont favoris à leur propre succession pour un troisième titre de rang. Leurs cousins les Maroons sont annoncés perdant contre les Falcons de Détroit qui alignent, entre autres, Alex Connell en tant que gardien de but.
Déjouant les pronostics, ils éliminent ces derniers 3 buts à 1 en deux matchs avec notamment un blanchissage de Walsh lors du second match de la série, match remporté 2 buts à 0 dans le Forum de Montréal. Les Maroons perdent au second tour en deux matchs contre les Maple Leafs de Toronto 4 buts à 3 lors d'une série très disputée : le premier match se solde par un match nul un but partout alors que lors du second 17 minutes sont nécessaires pour que Toronto inscrive le but de la victoire et de la qualification lors de la prolongation. Hooley Smith est mis en avant par la LNH en étant sélectionné au sein de la seconde équipe d'étoiles de la saison.

### 1932-1933, le départ des cadres
C'est au tour des Maroons de montrer des signes de fragilité financière à la suite de la crise et pour la surmonter, ils doivent vendre leurs meilleurs éléments. Ainsi, le 2 juillet 1932, Babe Siebert quitte la franchise pour prendre la direction des Rangers de New York et pour 12 500 dollars puis dix jours plus tard, c'est au tour de leur attaquant vedette Stewart de quitter le club pour rejoindre celui des Bruins de Boston. Le président des Bruins déclare alors qu'il s'agit d'un des plus gros transferts qu'il ait jamais réalisés. Les Sénateurs reviennent au jeu après une saison de pause mais ce n'est pas le cas des Quakers qui mettent définitivement fin à leur activité.
L'attaque des Maroons est cette saison menée par Baldy Northcott, Smith et Paul Haynes, tous trois meneurs de l'équipe avec un total de 43 points pour Northcott et de 41 pour les deux autres joueurs. Au niveau de la LNH, seuls Bill Cook des Rangers et Harvey « Busher » Jackson des Maple Leafs connaissent une meilleure fiche de saison avec 50 et 44 points.
L'équipe termine à la deuxième place de la division Canadienne avec 50 points, 4 derrière Toronto et les Maroons sont donc une nouvelle fois qualifiés pour les séries. Ils jouent le premier tour contre l'équipe de Détroit qui porte alors le nouveau nom de Red Wings. Seulement deux matchs sont nécessaires à ces Red Wings pour battre l'équipe de Montréal avec des scores de 2-0 puis 3-2 à l'avantage de l'équipe du Michigan. Conacher connaît sa meilleure saison à titre personnel en inscrivant 7 buts et 21 passes décisives. Il est également sélectionné dans la seconde équipe d'étoiles de la LNH alors que Northcott est sélectionné dans la première équipe.

### 1933-1934, les débuts de Blinco

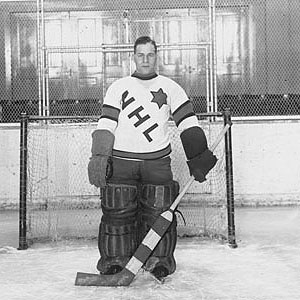
Charlie Gardiner élimine les Maroons puis remporte la Coupe Stanley en 1934 mais décède quelques mois plus tard.

Smith continue à mener l'attaque des Maroons pour la saison 1933-1934 alors que deux attaquants font leurs débuts professionnels dans la LNH : Herb Cain et Russ Blinco. Ce dernier joue 31 matchs pour une saison de 23 points, quatorze de moins que Smith mais il remporte tout de même à cette occasion le trophée Calder du meilleur joueur dans sa première saison professionnelle, le meilleur rookie.
À titre collectif, l'équipe de Montréal finit pour une des rares fois de son histoire avec plus de buts pris que de buts inscrits. Elle se qualifie tout de même pour les séries en collectant 49 points, 9 de plus que les Americans de New York. Le premier tour des séries est joué contre les Rangers de New York et le premier match se solde par un score vierge de tout but, Dave Kerr et Andy Aitkenhead arrêtant tous les tirs de la soirée. Le second match a lieu le 25 mars et cette fois, les Maroons s'imposent en inscrivant 2 buts contre 1 seul pour les Rangers dans le Madison Square Garden. Les Maroons craquent au tour suivant contre les Black Hawks de Chicago, seconds de leur division pendant la saison régulière mais ayant déjà fait chuter les Canadiens lors du premier tour des séries. Charlie Gardiner, portier de Chicago, aide son équipe à remporter le premier match sur un blanchissage 3 buts à 0 puis le second 3-2. Par la suite, les Black Hawks vont jusqu'au bout et remportent leur première Coupe Stanley.
La saison est tout de même gâchée par deux accidents graves : le 12 décembre 1933, au cours d'un match entre les Maple Leafs de Toronto et les Bruins de Boston, à la suite d'une première charge de King Clancy des Leafs sur Eddie Shore, celui-ci répond en faisant une mise en échec robuste sur Ace Bailey. La tête de ce dernier frappe violemment la glace et même s'il survit à l'incident, il ne peut plus jamais jouer au hockey. Deux mois plus tard, ce qui est considéré comme le premier Match des étoiles de la LNH est organisé en son honneur et oppose les Maple Leafs de Toronto à une sélection de joueurs des autres équipes. Smith et Ward sont alors appelés pour représenter les Maroons lors du match. Le second incident a lieu quelque temps après la finale de la Coupe Stanley avec le décès de Gardiner le 13 juin 1934 d'une hémorragie intra-cérébrale.

### 1934-1935, la seconde Coupe Stanley

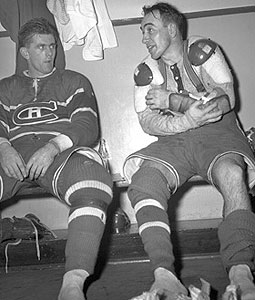
Première et dernière saison pour Hector « Toe » Blake avec les Maroons en 1934-1935 (ici en photographie à droite avec Maurice Richard à gauche).

L'avant-saison 1934-1935 est marquée par plusieurs échanges importants. Ainsi, Conacher qui avait quitté le club un an plus tôt pour rejoindre Chicago est impliqué cette année dans une transaction concernant plusieurs joueurs : en compagnie de Roger Jenkins et Leroy Goldsworthy, il rejoint les Canadiens contre Howie Morenz, Lorne Chabot et Marty Burke le 3 octobre 1934. Le champion en titre de la Coupe Stanley ne joue pas un match avec les Canadiens puisque deux jours plus tard, lui et les droits du jeune Herb Cain sont échangés aux Maroons qui cèdent quant à eux les droits de Nels Crutchfield. Cain faisait déjà partie de l'équipe la saison passée mais le contrat liant les deux parties est condamné par les Canadiens qui considèrent posséder ses droits. Cet échange permet ainsi de régulariser la situation de Cain. L'équipe se renforce également au poste qui lui faisait le plus défaut depuis quelques saisons : celui de gardien de but. Ainsi, l'ancienne vedette des Sénateurs, Alex Connell s'engage avec le club alors qu'il avait décidé deux saisons plus tôt de mettre un terme à sa carrière. Il revient au jeu courant 1934 pour les Americans qui ont perdu leur gardien et signe finalement avec Tommy Gorman, entraîneur des Maroons.
Au cours de la saison, une future vedette de la LNH et surtout des Canadiens de Montréal, Hector « Toe » Blake, joue ses premiers matchs avec les Maroons, huit au total et seulement lors de la saison régulière. Avec 53 points contre 67 pour les Maple Leafs, l'équipe termine à la seconde place de la division canadienne, quatrième au total de la LNH. Earl Robinson prend les rênes de l'attaque en inscrivant 35 points, Cain étant le meilleur buteur de l'équipe avec 20 réalisations. Les deux totaux sont bien loin de ceux des meneurs de la LNH : Charlie Conacher des Maple Leafs avec 57 points et 36 buts.
Les Maroons affrontent au premier tour des séries, les champions en titre de la Coupe Stanley : les Black Hawks de Chicago. Le premier match joué au Forum se solde par une partie nulle avec aucun but inscrit par l'une ou l'autre des équipes, Chabot et Connell déjouant tous les tirs adverses. Le match retour de la série est joué dans le Chicago Stadium des Black Hawks et encore une fois Connell arrête tous les tirs des joueurs locaux. Ce n'est pas le cas de Chabot qui laisse passer un seul palet au fond de son but, et ceci après quatre minutes de prolongation : au cours de celle-ci, l'attaquant des Maroons Dave Trottier se fait couper au visage et doit aller au vestiaire pour se faire recoudre. Il n'a pas le temps de l'atteindre que son coéquipier Baldy Northcott, inscrit le but de la victoire propulsant les Maroons en demi-finale.
Au second tour des séries, l'équipe rencontre les Rangers de New York qui ont une nouvelle fois éliminé les Canadiens lors de la première ronde avec seulement un but de différence entre les deux équipes. Les Rangers perdent cette fois contre l'autre équipe de Montréal avec également un seul but de différence : les Maroons l'emportent 2-1 au Madison Square Garden et obtiennent le match nul 3 buts partout au retour sur leur glace.
L'équipe retrouve pour sa troisième finale de la Coupe Stanley une autre équipe canadienne : les Maple Leafs de Toronto et leur ligne à succès, la Kid Line, qui est composée de Charlie Conacher, le frère de Lionel, Joe Primeau et Busher Jackson. Les Maroons remportent le premier match de la série dans la patinoire de Toronto, le Maple Leaf Gardens, après un peu plus de cinq minutes de prolongation. Le score est alors de 3 buts à 2 pour Montréal. Le deuxième match se joue également à Toronto, les Maple Leafs ayant l'avantage de la glace en raison de leur meilleur classement lors de la saison régulière. Ce sont encore une fois les Maroons qui l'emportent, cette fois sur le score de 3 buts à 1 avant de jouer le match suivant de la série au Forum, le 9 avril 1935. Montréal remporte sa seconde Coupe Stanley de son histoire devant son public avec une nouvelle performance de Connell et une victoire 4 buts à 1. Au total, le portier des Maroons ne concède que quatre buts et sauve même son équipe alors qu'au cours d'un match elle est réduite à jouer à 3 contre 5 adversaires. Il annonce une nouvelle fois son arrêt et sa retraite du monde du hockey. L'équipe remporte son second titre sans avoir perdu une seule partie des séries, tous les matchs se soldant soit par une victoire de l'équipe soit par un match nul et faisant de Tommy Gorman le premier entraîneur à remporter deux coupes Stanley consécutives avec deux clubs différents.
L'effectif sacré champion cette année est le suivant :
- Gardien de but : Alex Connell
- Défenseurs : Lionel Conacher, Stewart Evans, Bill Miller, Allan Shields, Marvin Wentworth et Bill MacKenzie
- Ailiers : Toe Blake, Herb Cain, Gus Marker, Sammy McManus, Baldy Northcott, Earl Robinson, Hooley Smith, Dave Trottier et Jimmy Ward
- Centres : Russ Blinco, Dutch Gainor et Bob Gracie

### 1935-1936, élimination contre les futurs champions
La nouvelle saison s'annonce pleine de changements pour les Maroons : Connell ayant annoncé une seconde fois sa retraite, l'équipe est en quête d'un nouveau gardien de but et le choix se porte finalement sur Bill Beveridge, ancien gardien des Sénateurs puis des Eagles de Saint-Louis, nouvelle appellation de l'équipe la saison précédente ainsi que sur le vétéran Lorne Chabot. Ce dernier rejoint l'équipe mi-octobre en retour de Bill Miller et de Toe Blake en provenance des Canadiens.
Les joueurs cadres de l'équipe sont toujours présents alors que celle-ci finit à la première place de la division canadienne avec deux points d'avance sur Toronto. Les meilleurs pointeurs de l'équipe sont alors Smith, Northcott et Ward avec respectivement 38, 36 et 31 points alors que Sweeney Schriner des Americans est le meilleur pointeur de la saison avec un total de 45 réalisations.
En étant premiers de leur division, les Maroons sont directement qualifiés pour les demi-finales contre les premiers de la division américaine : les Red Wings de Détroit. Le premier match des séries entre les deux équipes a lieu le 24 mars et ce soir-là, le match le plus long des séries de l'histoire de la LNH se joue. Il débute à 20 h 30 au sein du Forum et ne se termine que six prolongations plus tard, à 2 h 25 du matin, par le seul but de la rencontre par Modere « Mud » Bruneteau de Détroit. Le gardien de Détroit, Normie Smith, blanchit également les Maroons dans le second match, établissant un record de minutes consécutives sans avoir accordé de but (248 minutes et 32 secondes), un record qui tient toujours aujourd'hui. Les deux matchs suivants tournent ainsi également à l'avantage des Red Wings avec des victoires 3-0 et 2-1 pour l'élimination des champions en titre. Finalement, les Red Wings remportent cette année la première Coupe Stanley de leur histoire.

### 1936-1937, les dernières séries éliminatoires
Le début de saison 1936-1937 des Maroons voit le départ, après 388 matchs joués sous leurs couleurs, d'un de leurs cadres en la personne de Hooley Smith qui est échangé aux Bruins de Boston contre une compensation financière et un joueur dont le nom est à déterminer plus tard. C'est finalement Gerry Shannon qui est échangé et rejoint les Maroons en décembre et c'est Bob Gracie qui reprend le flambeau de meilleur pointeur de l'équipe avec 38 points à l'issue des 48 matchs de la saison, le sixième total de la LNH.
L'équipe termine à la seconde place de la division canadienne, un petit point derrière l'autre équipe de Montréal dont le nouveau capitaine n'est autre que Babe Siebert. L'année est tout de même terrible pour les voisins francophones : un soir de janvier 1937, Morenz se coince le pied contre la bande de la patinoire et un joueur lui tombe dessus, lui fracturant ainsi la jambe. Il est hospitalisé pendant des mois avant de mourir en mars de la même année.
Les Maroons jouent le premier tour des séries contre les seconds de la division américaine et ils affrontent les Bruins de Smith. Les Maroons profitent de l'avantage de jouer deux matchs à domicile pour remporter la série deux victoires à une, empêchant notamment Smith de marquer le moindre point. Ils doivent ensuite affronter les Rangers de New York, vainqueurs en deux manches des Maple Leafs. Ceux-ci ne font qu'une bouchée de l'équipe de Montréal lors de deux matchs à sens unique où le gardien des Rangers et ancien joueur des Maroons, Dave Kerr, blanchit les Montréalais à chaque fois. La saison voit la fin de la carrière de Lionel Conacher mais également celle d'Alex Connell, qui encore une fois était revenu au jeu après avoir arrêté sa carrière pour une saison.

### 1937-1938, la fin de l'aventure
Tommy Gorman décide de laisser son poste d'entraîneur pour s'occuper à temps complet de celui de directeur de la franchise et il décide alors de recruter le néo-retraité : King Clancy. Ce dernier ne reste finalement que quelque temps derrière le banc de l'équipe : il ne parvient pas à instaurer la moindre discipline dans l'équipe et quitte ses fonctions en cours de saison pour embrasser la carrière d'arbitre. Gorman reprend la direction de l'équipe alors que celle-ci pointe à la dernière place de la division canadienne. Gracie est encore une fois le meilleur pointeur de l'équipe. Le fond du gouffre est atteint pour l'équipe avec huit défaites consécutives au mois de février.
Gorman ne réussit pas à redresser l'équipe et elle finit la saison avec seulement douze victoires, le second plus bas total après les neuf victoires de leur première saison, et 30 défaites. Avec seulement 30 points récoltés, les Maroons sont la pire équipe de la saison et ils jouent le dernier match de leur histoire le 17 mars 1938 contre les Canadiens avec une défaite 6 buts à 3.
Les fonds nécessaires à faire fonctionner une équipe de hockey ne sont plus présents dans les caisses de la direction. Le 25 août 1938, la LNH accorde aux Maroons de suspendre leur activité pour une saison et tenter de trouver une solution de délocalisation. Un déménagement à Saint-Louis est proposé mais l'arrêt de la franchise des Eagles est encore dans les mémoires des dirigeants de la LNH qui refusent et, finalement, aucune des solutions envisagées n'est retenue et la franchise arrête officiellement ses activités le 13 mars 1939.
En moins d'un an, la Canadian Arena Company Limited achète tout ce qui se rapporte aux Canadiens de Montréal. Bien que ces derniers soient aussi fortement touchés par la crise, Donat Raymond jure qu'au moins une équipe survivra à Montréal.

## Identité de l'équipe

### Identité visuelle
Comme pour de nombreuses équipes du début de la Ligue nationale de hockey, la tenue des Maroons est assez simple avec un maillot marron, brodé de la lettre blanche et majuscule « M », première lettre du nom de la ville du club, Montréal. En plus, les maillots possèdent un certain nombre de rayures blanches en bas du maillot et au bout des manches, le nombre et les largeurs des rayures évoluant au fil des saisons.

### Rivalité avec les Canadiens
Du fait même de la création des Maroons — afin que les anglophones de Montréal aient une équipe de la LNH à supporter — une rivalité se crée entre les deux équipes de la ville : les Canadiens et les Maroons.
Lors de la première saison des Maroons, deux des six matchs joués entre les deux équipes tournent à l'avantage de l'équipe francophone alors que les deux autres se finissent par des résultats de parité. Les Maroons réussissent pour la première fois de leur histoire à battre leurs voisins les « Habitants » lors du premier match de la seconde saison avec une victoire 3 buts à 2 avec deux buts inscrits par Stewart et l'autre, le second du match, par Broadbent sur une passe de ce même Stewart, le match se jouant sur la glace des Canadiens. Le match suivant entre les deux équipes est une vraie bagarre entre les deux clans que ce soit sur la glace ou même dans les tribunes, des batailles se déclenchant régulièrement dans les travées du Forum et ceci même avant le début du match. Alors que l'équipe des Maroons mène 3 buts à 1, elle perd la rencontre 7 buts à 4.
En 1927-1928, les deux clubs se mettent d'accord pour pimenter un peu les confrontations en remettant un trophée à l'équipe remportant le plus de matchs de la saison régulière. Le trophée porte alors le nom anglais « George Kennedy Memorial Cup », littéralement en français, la Coupe à la mémoire de George Kennedy. Ce dernier était le propriétaire des Canadiens entre 1910 et 1921.
Les résultats des Maroons contre les Canadiens année par année, lors des différentes saisons, sont repris dans le tableau ci-dessous :
| Saison    | Saisons régulières | Saisons régulières | Saisons régulières | Saisons régulières | Saisons régulières | Saisons régulières | Séries éliminatoires | Séries éliminatoires | Séries éliminatoires | Séries éliminatoires | Séries éliminatoires | Séries éliminatoires | Trophée Kennedy                        |
| Saison    | PJ                 | V                  | D                  | N                  | BP                 | BC                 | PJ                   | V                    | D                    | N                    | BP                   | BC                   | Trophée Kennedy                        |
| --------- | ------------------ | ------------------ | ------------------ | ------------------ | ------------------ | ------------------ | -------------------- | -------------------- | -------------------- | -------------------- | -------------------- | -------------------- | -------------------------------------- |
| 1924–1925 | 6                  | 0                  | 4                  | 2                  | 16                 | 3                  |                      |                      |                      |                      |                      |                      | (Canadiens)                            |
| 1925–1926 | 6                  | 5                  | 1                  | 0                  | 18                 | 14                 |                      |                      |                      |                      |                      |                      | (Maroons)                              |
| 1926–1927 | 6                  | 1                  | 5                  | 0                  | 12                 | 4                  | 2                    | 0                    | 1                    | 1                    | 2                    | 1                    | (Canadiens)                            |
| 1927–1928 | 6                  | 2                  | 2                  | 2                  | 6                  | 8                  | 2                    | 1                    | 0                    | 1                    | 3                    | 2                    | Maroons                                |
| 1928–1929 | 6                  | 0                  | 4                  | 2                  | 8                  | 2                  |                      |                      |                      |                      |                      |                      | Canadiens                              |
| 1929–1930 | 6                  | 4                  | 1                  | 1                  | 20                 | 11                 |                      |                      |                      |                      |                      |                      | Maroons                                |
| 1930–1931 | 6                  | 1                  | 3                  | 2                  | 18                 | 10                 |                      |                      |                      |                      |                      |                      | Canadiens                              |
| 1931–1932 | 8                  | 2                  | 5                  | 1                  | 29                 | 27                 |                      |                      |                      |                      |                      |                      | Canadiens                              |
| 1932–1933 | 6                  | 3                  | 2                  | 1                  | 18                 | 15                 |                      |                      |                      |                      |                      |                      | Maroons                                |
| 1933–1934 | 6                  | 3                  | 2                  | 1                  | 12                 | 13                 |                      |                      |                      |                      |                      |                      | Maroons                                |
| 1934–1935 | 6                  | 1                  | 4                  | 1                  | 14                 | 9                  |                      |                      |                      |                      |                      |                      | Canadiens                              |
| 1935–1936 | 8                  | 6                  | 1                  | 1                  | 25                 | 12                 |                      |                      |                      |                      |                      |                      | Maroons                                |
| 1936–1937 | 8                  | 3                  | 2                  | 3                  | 19                 | 16                 |                      |                      |                      |                      |                      |                      | Maroons                                |
| 1937–1938 | 8                  | 4                  | 4                  | 0                  | 28                 | 28                 |                      |                      |                      |                      |                      |                      | Canadiens                              |
| Totaux    | 92                 | 25                 | 40                 | 17                 | 201                | 214                | 4                    | 1                    | 1                    | 3                    | 5                    | 3                    | Sept trophées Kennedy pour les Maroons |

### Patinoire

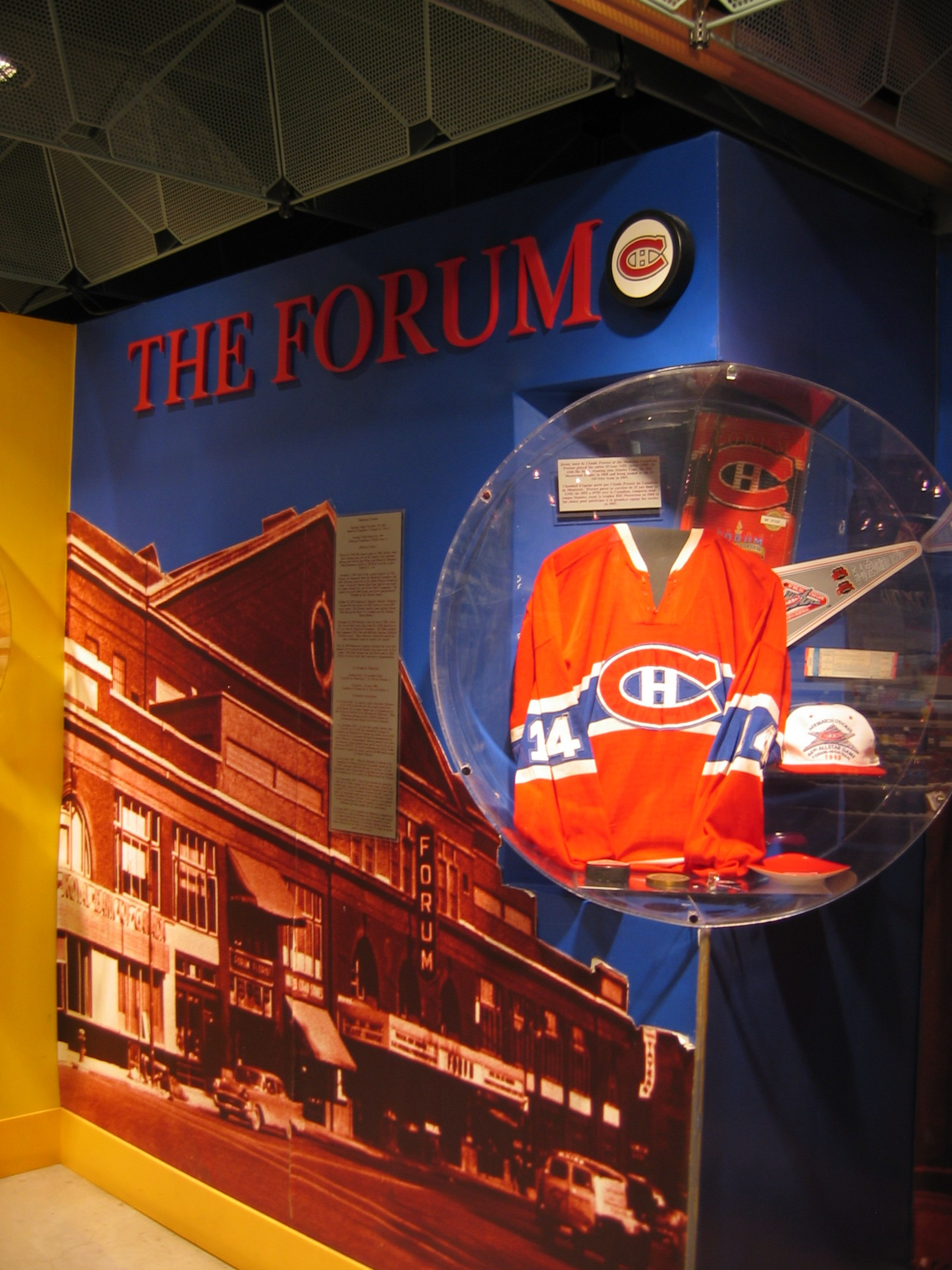
Tribune consacrée au Forum de Montréal dans le Temple de la renommée du hockey à Toronto.

L'histoire de la patinoire des Maroons, le Forum de Montréal, démarre au début des années 1920 avec le désir de personnalités de la ville d'avoir une enceinte propre à l'équipe locale, les Canadiens. Sir Edward Beattie — président de la compagnie canadienne de chemin de fer Canadien Pacifique, le sénateur Donat Raymond et H.L. Timmins organisent ensemble le financement et la préparation du projet. Le Forum est construit sous la direction de William Northey pour un coût de 1 500 000 dollars canadiens et en 159 jours. L'aréna est construit sur l'emplacement d'une ancienne patinoire pour patins à roulettes extérieure qui se nommait déjà par le passé le Forum, Lester Patrick et Art Ross y ayant appris à patiner dans leur jeunesse.
La capacité initialement prévue pour la salle était de 12 500 places mais pour des raisons financières, la patinoire est finalement construite pour recevoir 9 300 personnes. La salle ouvre ses portes pour la première fois pour un match de la LNH entre les Canadiens et les St. Pats de Toronto le 29 novembre 1924. Les Canadiens sont censés jouer leur match dans l'aréna Mont-Royal mais avec la construction de la patinoire du Forum, les propriétaires de l'aréna Mont-Royal sont inquiets de voir une nouvelle patinoire leur voler leur équipe et ils décident de mettre en place une glace artificielle avant le début de la saison. Léo Dandurand ayant peur que la glace ne soit pas prête pour le premier match de la saison, il décide de changer le match d'ouverture de la saison au Forum et non pas à Mont-Royal. Les joueurs locaux remportent alors le match 7-1 devant une assistance record pour un match de hockey dans l'est canadien de 9 000 personnes. Les Maroons jouent quant à eux leur premier match sur leur nouvelle glace contre les Tigers de Hamilton et une défaite 2 buts à 0 le 3 décembre 1924.
À la fin du mois, la première rencontre entre les deux équipes montréalaises a lieu au Forum, rencontre qui se solde par une partie nulle, un but partout au terme d'un match avec deux prolongations. Près de 11 000 personnes assistent à la rencontre entre les deux équipes avec l'installation par le gérant de la salle de près de 500 sièges temporaires. Dunc Munro inscrit le premier but de la rencontre pour les Maroons au début du match mais les Canadiens reviennent au score par l'intermédiaire d'Aurèle Joliat alors qu'il ne reste que deux minutes dans le temps de jeu réglementaire.
Jusqu'au début de la saison 1926-1927, les Maroons sont les seuls locataires de la LNH à temps complet du Forum, les Canadiens quittant alors en début de saison leur patinoire habituelle pour le Forum. Les Maroons sont également les premiers à y accrocher une bannière de champion de la LNH dès leur seconde saison en 1926, même si les Canadiens accrochent un record de 24 bannières de champion tout au long de leur utilisation de la patinoire.
La patinoire ferme ses portes longtemps après l'arrêt des Maroons puisque le dernier match joué par les Canadiens dans la patinoire date du 11 mars 1996 et avec une victoire 4-1 de l'équipe locale contre les Stars de Dallas. L'emplacement de la salle est aujourd'hui utilisé par le Forum Pepsi, un complexe d'amusement contenant plusieurs salles de cinéma, un restaurant-bar et une arcade de jeux incluant quilles et mur d'escalade.

## Résultats saison par saison
Les Maroons jouent quatorze saisons complètes dans la LNH pour un total de 622 matchs de saison régulière dont 43 % de victoires, 41 % de défaites et 14 % de matchs nuls. Ils inscrivent un total de 1 474 buts contre 1 405 buts encaissés soit une différence positive de 69 buts. Avec 7 122 minutes de pénalités, l'équipe est sanctionnée, en moyenne, un peu plus de 11 minutes par match. Lors des saisons jouées, l'équipe ne manque la qualification pour les séries éliminatoires de la Coupe Stanley qu'à trois reprises. Lors des onze autres apparitions dans les séries, les Maroons se qualifient pour trois finales de la Coupe Stanley, remportant deux des confrontations.
Le tableau ci-dessous présente les statistiques détaillées saison par saison de l'équipe avec les résultats en fin de saison régulière puis le parcours lors des séries éliminatoires.
| Saison    | Saison régulière | Saison régulière | Saison régulière | Saison régulière | Saison régulière | Saison régulière | Saison régulière | Saison régulière | Saison régulière                     | Séries éliminatoires | Séries éliminatoires | Séries éliminatoires | Séries éliminatoires | Séries éliminatoires | Séries éliminatoires | Séries éliminatoires |
| Saison    | PJ               | V                | D                | N                | Pts              | BP               | BC               | Pun              | Classement                           | PJ                   | V                    | D                    | N                    | BP                   | BC                   | Progression |
| --------- | ---------------- | ---------------- | ---------------- | ---------------- | ---------------- | ---------------- | ---------------- | ---------------- | ------------------------------------ | -------------------- | -------------------- | -------------------- | -------------------- | -------------------- | -------------------- | --- |
| 1924–1925 | 40               | 9                | 19               | 2                | 20               | 45               | 65               | 264              | Cinquièmes de la LNH                 | Non qualifiés        | Non qualifiés        | Non qualifiés        | Non qualifiés        | Non qualifiés        | Non qualifiés        | Non qualifiés |
| 1925–1926 | 40               | 20               | 11               | 5                | 45               | 91               | 73               | 554              | Deuxièmes de la LNH                  | 8                    | 5                    | 1                    | 2                    | 18                   | 8                    | Victoire en demi-finale 6 buts à 4 sur deux matchs contre Pittsburgh Victoire en finale de la LNH 2 buts à 1 sur deux matchs contre Ottawa Victoire en finale de la Coupe Stanley 3 matchs à 1 contre Victoria |
| 1926–1927 | 40               | 20               | 20               | 4                | 44               | 71               | 68               | 716              | Troisièmes de la division canadienne | 2                    | 0                    | 1                    | 1                    | 2                    | 1                    | Défaite en quart de finale 2 buts à 1 sur deux matchs contre les Canadiens |
| 1927–1928 | 40               | 24               | 14               | 6                | 54               | 96               | 77               | 549              | Deuxièmes de la division canadienne  | 9                    | 5                    | 4                    | 0                    | 12                   | 8                    | Victoire en quart de finale 3 buts à 1 sur deux matchs contre Ottawa Victoire en demi-finale 3 buts à 2 sur deux matchs contre les Canadiens Défaite en finale 3 matchs à 2 contre New York                    |
| 1928–1929 | 44               | 15               | 20               | 9                | 39               | 67               | 65               | 638              | Cinquièmes de la division canadienne | Non qualifiés        | Non qualifiés        | Non qualifiés        | Non qualifiés        | Non qualifiés        | Non qualifiés        | Non qualifiés |
| 1929–1930 | 44               | 23               | 16               | 5                | 51               | 141              | 114              | 651              | Premiers de la division canadienne   | 4                    | 1                    | 3                    | 0                    | 5                    | 11                   | Défaite en demi-finale 3 matchs à 1 contre Boston |
| 1930–1931 | 44               | 20               | 18               | 6                | 46               | 105              | 106              | 568              | Troisièmes de la division canadienne | 2                    | 0                    | 2                    | 0                    | 1                    | 8                    | Défaite en quart de finale 8 buts à 1 sur deux matchs contre New York |
| 1931–1932 | 48               | 19               | 22               | 7                | 45               | 142              | 139              | 593              | Troisièmes de la division canadienne | 4                    | 1                    | 1                    | 2                    | 6                    | 5                    | Victoire en quart de finale 3 buts à 1 sur deux matchs contre Détroit Défaite en demi-finale 4 buts à 3 sur deux matchs contre Toronto                                                                         |
| 1932–1933 | 48               | 22               | 20               | 6                | 50               | 135              | 119              | 442              | Deuxièmes de la division canadienne  | 2                    | 0                    | 2                    | 0                    | 2                    | 5                    | Défaite en quart de finale 5 buts à 2 sur deux matchs contre Détroit |
| 1933–1934 | 48               | 19               | 18               | 11               | 49               | 117              | 122              | 414              | Troisièmes de la division canadienne | 4                    | 1                    | 2                    | 1                    | 4                    | 7                    | Victoire en quart de finale 2 buts à 1 sur deux matchs contre New York Défaite en demi-finale 6 buts à 2 sur deux matchs contre Chicago                                                                        |
| 1934–1935 | 48               | 24               | 19               | 5                | 53               | 123              | 92               | 380              | Deuxièmes de la division canadienne  | 7                    | 5                    | 0                    | 2                    | 16                   | 8                    | Victoire en quart de finale 1 but à 0 sur deux matchs contre Chicago Victoire en demi-finale 5 buts à 4 sur deux matchs contre New York Victoire en finale de la Coupe Stanley 3 matchs à 0 contre Toronto     |
| 1935–1936 | 48               | 22               | 16               | 10               | 54               | 114              | 106              | 504              | Premiers de la division canadienne   | 3                    | 0                    | 3                    | 0                    | 1                    | 6                    | Défaite en demi-finale 3 matchs à 0 contre Détroit |
| 1936–1937 | 48               | 22               | 17               | 9                | 53               | 126              | 110              | 379              | Deuxièmes de la division canadienne  | 5                    | 2                    | 3                    | 0                    | 8                    | 11                   | Victoire en quart de finale 2 matchs à 1 contre Boston Défaite en demi-finale 2 matchs à 0 contre New York |
| 1937–1938 | 48               | 12               | 30               | 6                | 30               | 101              | 149              | 470              | Quatrièmes de la division canadienne | Non qualifiés        | Non qualifiés        | Non qualifiés        | Non qualifiés        | Non qualifiés        | Non qualifiés        | Non qualifiés |
| Totaux    | 622              | 271              | 260              | 91               | 633              | 1 474            | 1 405            | 7 122            | Deux premières places                | 50                   | 20                   | 22                   | 8                    | 75                   | 78                   | Deux Coupes Stanley |

## Personnalités de l'équipe

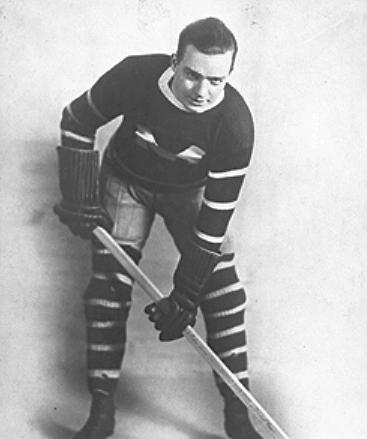
Nels Stewart, meilleur joueur et capitaine de l'équipe pendant de nombreuses saisons.

Au total, 88 joueurs ont endossé l'uniforme des Maroons, Nels Stewart et Hooley Smith étant les deux joueurs les plus prolifiques de l'équipe avec 185 buts et 647 minutes de pénalités pour l'un et 151 passes décisives et 281 points pour le second. Jimmy Ward quant à lui a été le joueur qui a le plus longtemps porté le maillot de l'équipe : il joue onze saisons pour l'équipe pour un total de 496 matchs. Clint Benedict est le gardien de but le plus utilisé par l'équipe parmi les huit s'étant partagé le rôle.

### Capitaines de l'équipe
Au total dans l'histoire de l'équipe, six joueurs ont porté le titre de capitaine de l'équipe.
- Harry « Punch » Broadbent (1924-1925)
- Dunc Munro (1925 à 1928)
- Nels Stewart (1928 à 1932)
- Jimmy Ward (1932-1933)
- Reginald « Hooley » Smith (1933 à 1936)
- Lionel Conacher (1936-1937)
- Stew Evans (1937-1938)

### Joueurs récompensés
- Trophée Calder — ce trophée récompense le meilleur joueur dans sa première saison LNH
  - Russ Blinco en 1933-1934
- Trophée Hart — une des plus belles récompenses pour un joueur de la LNH : la récompense du meilleur joueur, joueur élu par l’Association Professionnelle de la Presse Écrite
  - Nels Stewart en 1925-1926 et 1929-1930
- Meilleur buteur[Note 13]
  - Nels Stewart en 1925-1926 avec 34 buts
- Meilleur pointeur[Note 14]
  - Nels Stewart en 1925-1926 avec 42 points
- Première équipe d'étoiles
  - Lawrence « Baldy » Northcott en 1932-1933
  - Reginald « Hooley » Smith en 1935-1936
- Seconde équipe d'étoiles
  - Reginald « Hooley » Smith en 1931-1932
  - Lionel Conacher en 1932-1933 et 1936-1937
  - Cy Wentworth en 1934-1935
  - Tommy Gorman en tant qu'entraîneur en 1935-1936

### Records de l'équipe
Les records de l'équipe pour une saison sont les suivants:
- 39 buts et 55 points par Nels Stewart en 1929-1930,
- 33 passes décisives par Hooley Smith en 1931-1932,
- 13 blanchissages par Clint Benedict en 1926-1927,
- 139 minutes de pénalités par Mervyn « Red » Dutton en 1928-1929.

### Meilleurs pointeurs
Le tableau ci-dessous liste les dix meilleurs pointeurs de l'histoire de la franchise.
| Joueur                       | PJ  | B   | A   | Pts | Pun |
| ---------------------------- | --- | --- | --- | --- | --- |
| Reginald « Hooley » Smith    | 388 | 130 | 151 | 281 | 632 |
| Jimmy Ward                   | 496 | 143 | 124 | 267 | 465 |
| Nels Stewart                 | 290 | 185 | 68  | 253 | 647 |
| Lawrence « Baldy » Northcott | 401 | 128 | 105 | 233 | 264 |
| Dave Trottier                | 435 | 120 | 112 | 232 | 501 |
| Earl Robinson                | 359 | 73  | 88  | 161 | 116 |
| Albert « Babe » Siebert      | 287 | 83  | 74  | 157 | 619 |
| Herb Cain                    | 212 | 53  | 61  | 114 | 71  |
| Bob Gracie                   | 174 | 44  | 66  | 110 | 89  |
| Russ Blinco                  | 220 | 56  | 54  | 110 | 22  |

### Entraîneurs de l'équipe
L'équipe des Maroons a eu sept entraîneurs différents au cours de son existence, le tableau ci-dessous présente les résultats des différents entraîneurs qui se sont succédé à sa tête.
| No | Nom              | Premier match     | Dernier match    | Saison régulière | Saison régulière | Saison régulière | Saison régulière | Saison régulière | Saison régulière | Séries éliminatoires | Séries éliminatoires | Séries éliminatoires | Séries éliminatoires | Remarques                      |
| No | Nom              | Premier match     | Dernier match    | PJ               | V                | D                | N                | P                | % V              | PJ                   | V                    | D                    | % V                  | Remarques                      |
| -- | ---------------- | ----------------- | ---------------- | ---------------- | ---------------- | ---------------- | ---------------- | ---------------- | ---------------- | -------------------- | -------------------- | -------------------- | -------------------- | ------------------------------ |
| 1  | Cecil Hart       | 1er décembre 1924 | 31 janvier 1925  | 19               | 8                | 9                | 2                | 18               | 47,4             | -                    | -                    | -                    | -                    |                                |
| 2  | Eddie Gerard     | 4 février 1925    | 14 mars 1929     | 179              | 80               | 75               | 24               | 184              | 51,4             | 15                   | 7                    | 4                    | 60,0                 | Coupe Stanley 1926 Finale 1928 |
| 3  | Dunc Munro       | 14 novembre 1929  | 10 février 1931  | 76               | 37               | 29               | 10               | 84               | 55,3             | 4                    | 1                    | 3                    | 25,0                 |                                |
| 4  | Georges Boucher  | 14 février 1931   | 26 mars 1931     | 12               | 6                | 5                | 1                | 13               | 54,2             | 2                    | 0                    | 2                    | 0,0                  |                                |
| 5  | Sprague Cleghorn | 14 novembre 1931  | 1er avril 1932   | 48               | 19               | 22               | 7                | 45               | 46,9             | 4                    | 1                    | 1                    | 50,0                 |                                |
| 6  | Eddie Gerard     | 10 novembre 1932  | 1er avril 1934   | 96               | 41               | 38               | 17               | 99               | 51,6             | 6                    | 1                    | 4                    | 37,5                 |                                |
| 7  | Thomas Gorman    | 13 novembre 1934  | 3 avril 1937     | 144              | 68               | 52               | 24               | 160              | 55,6             | 15                   | 7                    | 6                    | 53,3                 | Coupe Stanley 1935             |
| 8  | King Clancy      | 6 novembre 1937   | 25 décembre 1937 | 18               | 6                | 11               | 1                | 13               | 36,1             | -                    | -                    | -                    | -                    |                                |
| 9  | Thomas Gorman    | 1er janvier 1938  | 17 mars 1938     | 30               | 6                | 19               | 5                | 17               | 28,3             | -                    | -                    | -                    | -                    |                                |

À la création des Maroons, Cecil Hart est nommé manager de l'équipe mais avant la fin de sa première saison en tant qu'entraîneur de l'équipe, des tensions de plus en plus nombreuses se font sentir entre l'entraîneur et les directeurs de l'équipe : Hart souhaite avoir le contrôle total de l'équipe et des échanges à réaliser pour le bien de l'équipe, arguant qu'il s'y connaît plus que les banquiers et financiers directeurs de l'équipe. Il réalise alors des échanges et mouvements de joueurs sans en référer à sa direction qui lui demande au mois de février de se retirer. Le départ à l'amiable n'a pas lieu et finalement il est licencié. Hart continuera sa carrière avec les Canadiens alors que les Maroons mettent à sa place Eddie Gerard.
Gerard est un joueur de hockey qui a évolué par le passé avec Benedict et Broadbent au sein des Sénateurs avec trois Coupes Stanley remportées au début des années 1920. Il est nommé entraîneur de l'équipe alors que James Strachan devient responsable des échanges de l'équipe. Gerard conduit l'équipe à sa première Coupe Stanley dès la première année complète à la tête de la formation. Il reste en poste jusqu'à la fin de la saison 1928-1929, saison où l'équipe termine à la dernière place du classement de la division. Gerard rejoint un an plus tard les Americans de New York.
Dunc Munro, membre de l'équipe des Maroons depuis ses débuts, prend sa place derrière le banc après des soucis de santé : après un seul match joué en 1928, il est victime d'une légère attaque cardiaque le 15 novembre 1928 qui le force à arrêter sa saison. De retour avec l'équipe la saison suivante, il est nommé le 23 septembre 1929 directeur général et entraîneur en plus de sa fonction de joueur. Les Maroons terminent à la première place de la division mais sont éliminés par les Bruins de Boston dès le premier tour. Lors de la saison suivante, Munro se consacre quasiment exclusivement à son poste d'entraîneur, ne jouant que quand l'équipe compte trop de blessés ou que pour tenter de remettre les siens dans le bon chemin. Lors de ces matchs où il joue, le poste d'entraîneur est réalisé par Georges Boucher. À l'issue d'une saison ratée, Munro s'entend avec les dirigeants des Maroons et quitte la franchise. Il jouera encore une saison avec les Canadiens avant de mettre un point final à sa carrière.
Sprague Cleghorn arrive en tant que nouvel entraîneur de l'équipe en 1931, lui qui a évolué par le passé au sein d'équipes de la ville, Wanderers puis Canadiens, et il a la lourde tâche de gérer une équipe de vétérans. Il ne réussit pas sa mission et ne reste en poste qu'une seule saison avant que Gerard ne fasse son retour au sein de l'équipe pour la saison 1932-1933. Deux saisons plus tard, l'équipe change une nouvelle fois d'entraîneur avec l'arrivée de Thomas Patrick « Tommy » Gorman derrière le banc, champion en titre avec les Black Hawks de Chicago. Il mène son équipe à une nouvelle Coupe Stanley en battant Chicago en première ronde puis les Maple Leaf de Toronto en finale. Il devient le premier entraîneur de l'histoire à remporter la Coupe Stanley deux années de suite avec deux équipes différentes.
Début 1937, Gorman tente de laisser son poste d'entraîneur pour s'occuper à temps complet de celui de directeur de la franchise et prend en remplacement King Clancy. Mais l'alchimie ne prend pas et Gorman est forcé de reprendre la direction de l'équipe alors que celle-ci pointe à la dernière place de la division Canadienne. Gorman ne réussit pas à redresser l'équipe et finalement il est le dernier entraîneur de l'histoire de l'équipe, celle-ci déposant le bilan à la fin de la saison 1937-1938.